# (19189) Stradivari
Pour les articles homonymes, voir Stradivari (homonymie).
(19189) Stradivari est un astéroïde de la ceinture principale.

## Description
(19189) Stradivari est un astéroïde de la ceinture principale. Il fut découvert le 28 décembre 1991 à Tautenburg par Freimut Börngen. Il présente une orbite caractérisée par un demi-grand axe de 2,67 UA, une excentricité de 0,19 et une inclinaison de 14,3° par rapport à l'écliptique.
Il a été nommé en hommage au célèbre luthier italien Antonio Stradivari (1644-1737), dit « Stradivarius ».

## Compléments